# Дуб-велетень-1 (пам'ятка природи)
Дуб-велетень-1 — ботанічна пам'ятка природи місцевого значення. Об'єкт розташований на території Ковельського району Волинської області, на південь від с. Положеве.
Площа — 0,1 га, статус отриманий у 1972 році. Перебуває у користуванні ДП «Шацьке УДЛГ», Шацьке лісництво, квартал 45, виділ 33.
Охороняється окреме дерево дуба звичайного віком понад 170 років.

## Галерея

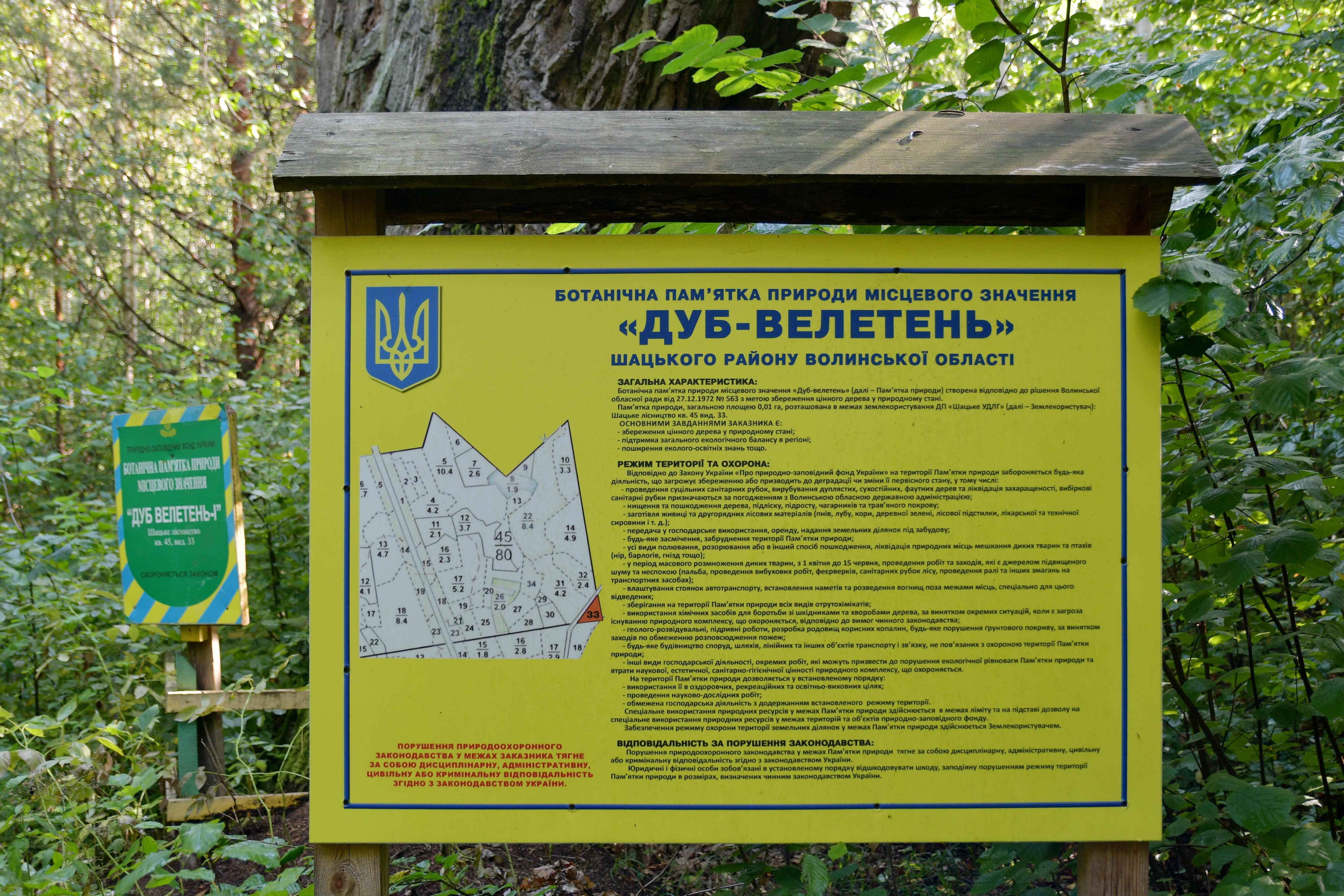
Інформаційна дошка
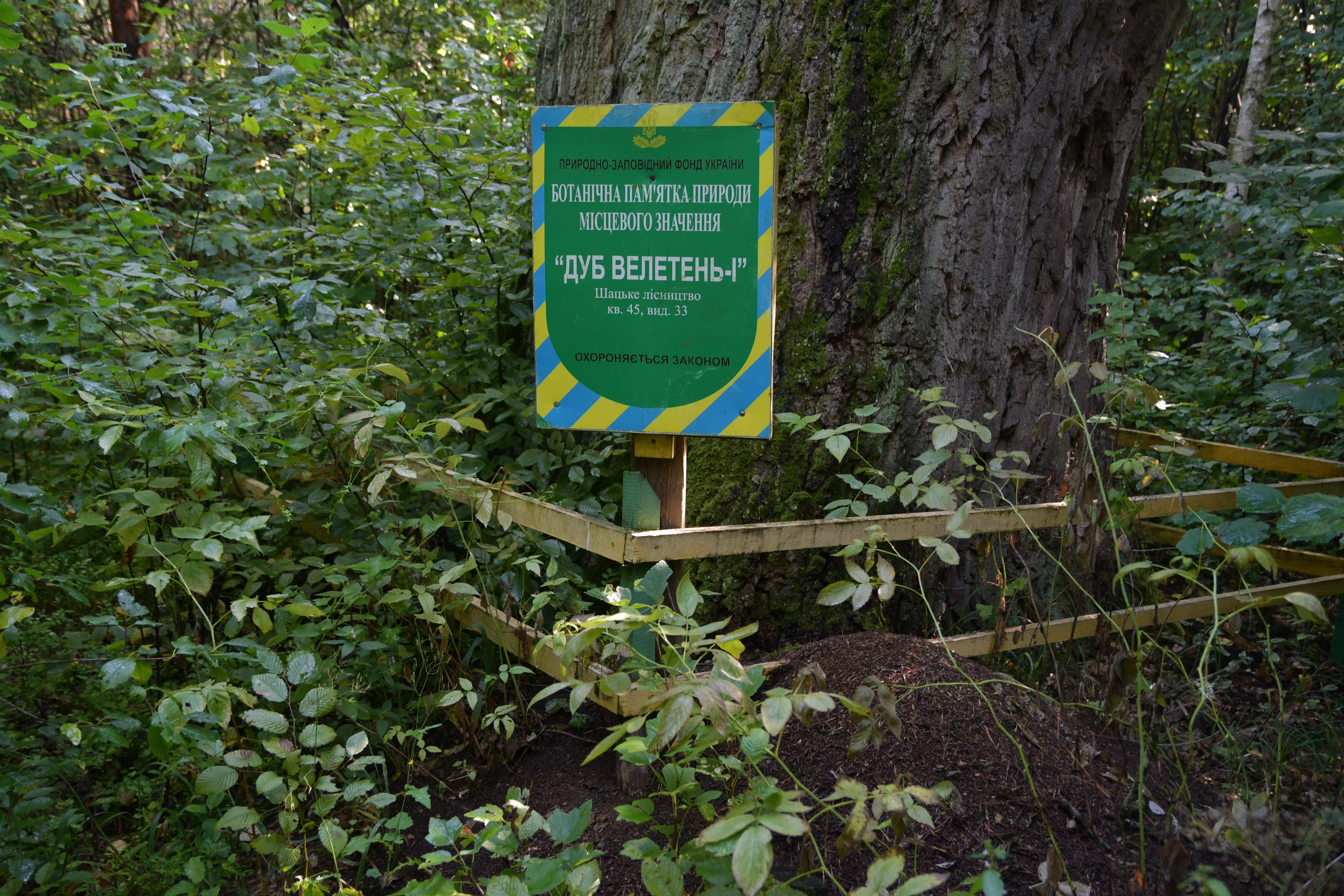
Охоронна дошка
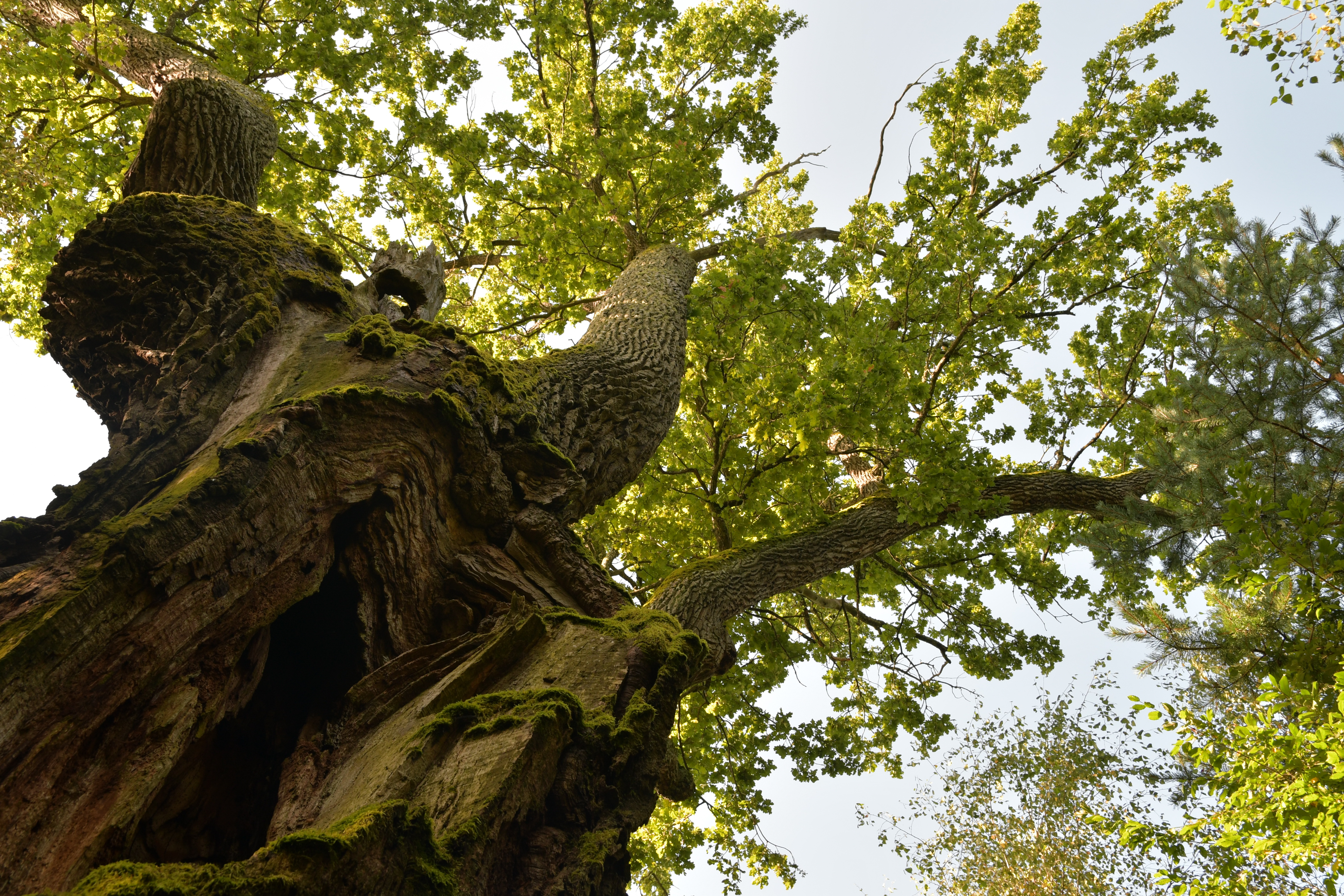
Погляд вгору дерева
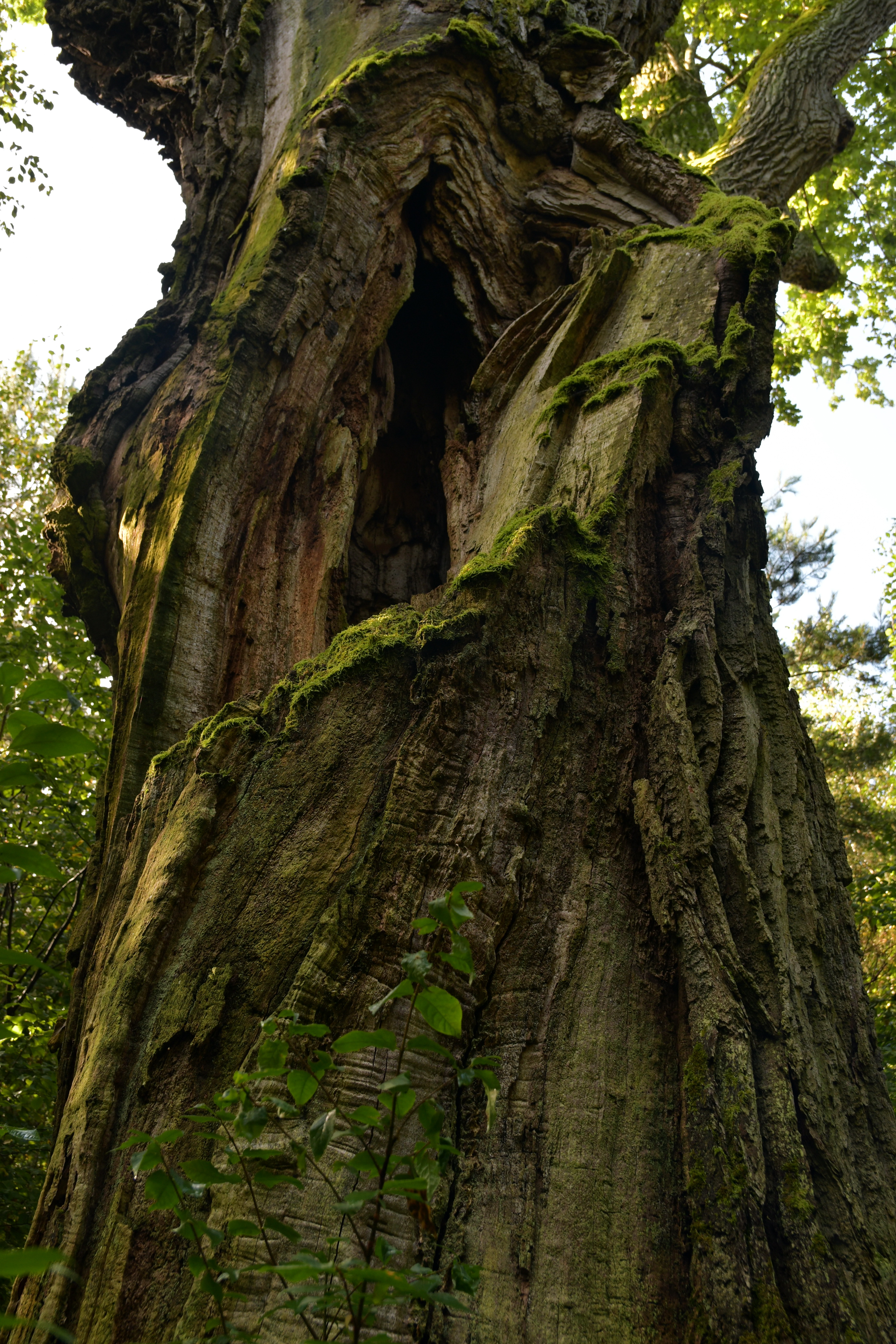
Стовбур дерева